# Остеохондроз
Остеохондроз — дегенеративно-дистрофічне ураження суглобових хрящів незапального характеру.

## Історія
Вперше термін «остеохондроз» запропонував німецький науковець Гільдебранд у 1933 році для визначення дегенеративних змін у міжхребцевих дисках. Наступні дослідження показали, що в окремих випадках більше страждають хребці, цей вид захворювання позначили як спондильоз (грецькою «спондилос» — хребець). В інших випадках хвороба уражає міжхребцеві диски, і її назвали дискоз. Але найбільш поширеним залишився термін і назва остеохондроз.

## Етіологія
На даний час існує більше десяти етіологічних теорій, які пояснюють початок розвитку остеохондрозу. Також більшість науковців сходяться на тому, що це може бути не один певний фактор, а комплекс причин, які призводять до хвороби. Основними з них є наступні:
1. Генетична спадковість;
2. Гормональні порушення;
3. Вроджені аномалії розвитку хребта (як поштовх для розвитку у подальшому остеохондрозу);
4. Інші захворювання організму (дитячий церебральний параліч, поліомієліт, ревматоїдний артрит);
5. Малорухомий, сидячий спосіб життя та роботи (водії, касири, оператори, офісні працівники);
6. Навпаки, у людей важкої фізичної праці та тих, що постійно перебувають на ногах (шахтарі, сталевари, спортсмени, кухарі, вчителі, лікарі, фармацевти);
7. Вікові зміни організму.

## Патогенез

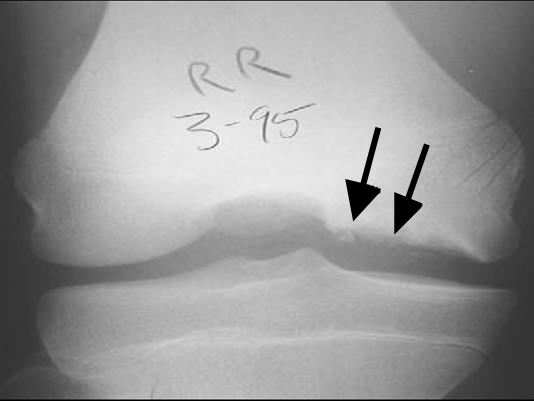
Рентгенівський знімок суглоба з типовими для остеохондрозу змінами

Сучасна людина веде малорухливий сидячий спосіб життя. Із всіх м'язових груп постійне навантаження мають тільки м'язи тулуба та шиї, які своєю невеликою, але постійною напругою зберігають та підтримують робочі та побутові положення організму. Коли втома наростає, м'язи тулуба та шиї вже не в змозі забезпечити амортизаційну функцію, яка переходить на структури хребта. При постійному навантаженні на хребет в ньому розвиваються дегенеративно-дистрофічні зміни, в першу чергу в міжхребцевих дисках.
Дегенеративний процес починається в пульпозному ядрі міжхребцевого диска. Спочатку воно втрачає вологу та центральне положення, зморщується та розпадається на окремі сегменти. Фіброзне кільце диска втрачає форму, блиск, пружність. Воно жовтіє, стає нееластичним, сухим, в ньому з'являються тріщини та розриви.
При наростанні дистрофічних змін в диску змінюється його висота. А внаслідок втрати пружності та еластичності під впливом фізіологічного навантаження відмічається звуження щілини між двома хребцями. Це одна з основних ознак остеохондрозу. При рухах тулуба можуть з'являтись зміщення тіл хребців по відношенню один до одного. Розвивається нестабільність хребцевого сегмента та в деяких випадках можуть виникати підвивихи в хребцевих суглобах. Зниження амортизаційної функції м'язів потребує підвищення опірної функції хребта. У зв'язку з цим по краях хребців у різних напрямках можуть утворюватись кісткові розростання — остеофіти. З одного боку їх можна роздивлятись як позитивну компенсаторну реакцію, яка покращує опорну функцію хребта, але, з іншої — коли остеофіти спрямовані в задньобокові відділи, вони можуть здавлювати нервові корінці та артерії, від яких живиться спинний мозок.

## Клінічні прояви
Вони є численними, залежать від локалізації процесу, ступеню порушень, фізичного розвитку хворого. Остеохондроз буває шийний, грудний та поперековий.
Шийний остеохондроз. Хворого турбує біль у ділянці плечового суглоба та шиї. Біль має інтенсивний та пекучий характер. М'язи шиї напружені. Може спостерігатись кардіальний синдром, який нагадує стенокардію, аритмії, тахікардія. Але при обстеженні серцевого м'яза ані функціональних, ані органічних змін нема (при відсутності серцевих захворювань). Також для шийного остеохондрозу характерні головний біль, запаморочення, нудота, погіршення зору у вигляді «мушок» та «плівки» перед очима, розлад сну, важкість у голові.
Грудний остеохондроз проявляється функціональним ураженням внутрішніх органів — серця, нирок, шлунка; задишкою, зниженням потенції у чоловіків.
Поперековий остеохондроз найбільш поширений. Першим проявом його є різкий біль у попереку, пов'язаний з м'язовим перевантаженням. Ще його називають радикуліт або люмбаго. Біль у ділянці попереку чітко локалізований. За характером пекучий, стріляючий, колючий. Хворий не може повернутись з боку на бік, встати з ліжка, нахилитись. Згодом біль може поширюватись на кульшові суглоби, стегна, аж до гомілки та ступні.

## Лікування
Є комплексним і включає в себе різноманітні заходи.

### Медикаментозна терапія
Застосовується залежно від проявів хвороби. У гострій стадії використовують знеболювальні (диклофенак, кетанов, дексалгін) та спазмолітичні (но-шпа, мідокалм) препарати, а також знеболювальні мазі (апізатрон, фіналгон, диклак-гель та інші).
Під час ремісії хворим призначають ліки, які покращують структуру хряща та кровообіг у хребті (терафлекс, структум, дона, хондроітин з глюкозаміном).

### Ортопедичні засоби
Засоби, які фіксують положення хребта у фізіологічному потрібному для лікувального ефекту положенні, а також після тракції (витягування хребта). Розвантажують міжхребцеві диски, м'язи і зв'язки спровокованих ХРС (хребетно-руховий сегмент) у період лікування. Призначаються лікарями для носіння на певний час. У залежності від потреби мають жорстку, напівжорстку, м'яку фіксацію. Найпоширинішими є ортопедичні засоби: пояс для спини, корсети для хребта (для грудного, грудно-поперекового, попереково-крижового відділів спини). Ефективні в гострій стадії процесу, при болю в попереку, а також використовуються в стадії відновлювання і для профілактики остеохондрозу.

### Фізіотерапія
Діапазон фізіотерапевтичних процедур досить великий. Це ультрафіолетове опромінювання, динамічні струми, фонофорез новокаїну, еуфіліну, ультразвук, електромагнітні процедури. Невід'ємною складовою є ванни з радоном, грязеві, вуглеводневі, хвойні.

### Лікувальна гімнастика
У гострому стані захворювання завданням лікувальної гімнастики є нормалізація тонусу центральної нервової системи, підсилення крово- та лімфотоку в суглобах хребта, зняття напруги м'язів, покращення функціонування основних систем організму. Вправи виконуються у положенні лежачи та сидячи, у повільному темпі, дуже обережно під наглядом лікаря.
У стадії ремісії вправи виконуються у тренувальному режимі та спрямовані на укріплення м'язів спини, шиї, живота, кінцівок. Можна використовувати гантелі та тренажери. Дуже корисне виконання вправ у воді та плавання. Масаж повинна виконувати спеціально навчена людина. У гострій стадії прийоми масажу потрібно виконувати дуже повільно з мінімальним навантаженням. Завданням масажу є зниження напруги м'язів, запобігання утворення контрактури суглобів, підвищення загального тонусу організму. Поза загостренням прийоми масажу можуть мати інтенсивніший характер. Дозволяється як ручний, так і апаратний, вібраційний, точковий та самомасаж. Курси потрібно проводити 3—4 рази на рік. Додатково можна застосовувати голкотерапію, су-джок.

### Витягування хребта
Дуже ефективним є витягування хребта із застосуванням ваги від 3 до 30 кг. Загалом витягування хребта буває горизонтальним і вертикальним (залежно від площини, в якій проводиться процедура), а також підводним і сухим (залежно від середовища, де проходить процедура). Для сухого витягнення використовують різні столи — вертикальні або горизонтальні. Вони оснащені комп'ютерними датчиками, що допомагають визначити силу тракції. Сила, застосовувана під час процедури, не повинна перевищувати третин частини маси хворого. Сама процедура триває близько півгодини.
Підводне витягування хребта проводиться в спеціальних ваннах або басейнах. Тепла вода, іноді з додаванням солей і мінералів, розслаблює м'язи, завдяки чому можна використовувати меншу силу тракції. Однак, підводне витягування не підійде для людей з проблемами серцево-судинної системи і захворюваннями нирок.

## Профілактика
За даними вчених у кожної другої людини після 35 років спостерігаються симптоми остеохондрозу. Якщо хвороба стрімко прогресує та виникають ускладнення (найтяжче — грижа міжхребцевих дисків) це призводить до інвалідності. Тому роль профілактики у запобіганні остеохондрозу величезна. До того ж профілактичних заходів слід дотримуватись з дитинства. Лікування інфекційних та інших захворювань, які здатні призвести до остеохондрозу. Важливим для профілактики буде обмеження фізичного навантаження на хребет, особливо коли праця людини потребує підняття вантажів, або зовсім є нерухомою в сидячому положенні. У першому випадку використовують запобіжні фіксуючі пояси, а в другому широко використовуються добре підігнані під вигини спини крісла з ортопедичним ефектом і гімнастичні вправи.

### Динамічне фізичне навантаження
Це поняття включає виконання комплексу гімнастичних вправ не менше трьох разів на тиждень. Скорочення часу перегляду телевізора, замінивши його прогулянками на свіжому повітрі. По можливості займатись будь-яким улюбленим видом спорту — плаванням, тенісом, футболом, ходінням на лижах, їздою на велосипеді тощо.

### Сон на твердому ліжку
Матрац має бути пружним, не вигинатись. Подушка — маленькою, тільки під голову, а ще краще, спеціальна ортопедична під шию з вирізом для голови.

### Лікування та профілактика сколіозу у дітей
Правильне сидіння під час читання та писання з дотриманням постави. При схильності до сутулості — носіння коректора постави.

### Раціональне харчування
Не переїдати, не допускати ожиріння. Вводити у раціон достатню кількість вітамінів, мікроелементів, особливо кальцію, фтору, магнію, а також дотримуватись правильного співвідношення білків, жирів та вуглеводів відповідно віку, способу праці, статі, загального стану здоров'я.